# IFRS 7
МСФО (IFRS) 7 «Финансовые инструменты: раскрытие информации» — международный стандарт финансовой отчетности, устанавливающий порядок раскрытия информации по финансовым инструментам, действует с 01.01.2007 года.

## История создания
22 июля 2004 года был опубликован Проект стандарта ED7 «Финансовые инструменты: раскрытие информации», комментарии по которому собирались до 14 сентября 2009 года, а 18 августа 2005 года стандарт был опубликован, и начал действовать с 01.01.2007 года. 22 мая 2008 года вышла усовершенствованная редакция стандарта с раскрытием информации о доли в совместных компаниях по справедливой стоимости, раскрытие финансовых затрат, и введена с 01.01.2009 года. Поправка о реклассификации финансовых активов от 13 октября 2008 года начала действовать с 01.07.2009 года. 23 декабря 2008 года опубликован Проект стандарта «Инвестиции в долговые инструменты», комментарии по которому принимались до 15 января 2009 года. 6 мая 2010 года внесены улучшения в стандарт, которые введены в действия 01.01.2011, а также поправки от 25 сентября 2014 года, которые содержат дополнительные разъяснения по договорам обслуживания, правил взаимозачёта, к сокращенной промежуточной финансовой отчётности, которые начали действовать с 01.01.2016 года.
В России МСФО (IFRS) 7 "Финансовые инструменты: раскрытие информации " принят приказом Минфина РФ от 25 ноября 2011 г. N 160н «О введении в действие МСФО и Разъяснений МСФО на территории РФ».

## Цель
Цель стандарта — установить порядок раскрытия информации, позволяющий оценивать значимость финансовых инструментов для компаний, характер и степень связанных с ними рисков и способ их управления компанией.

## Сфера применения
МСФО (IFRS) 7 применяется в отношении признанных и непризнанных финансовых инструментов, где признанные финансовые инструменты включают финансовые активы и обязательства, которые входят в область применения IFRS 9, а непризнанные финансовые инструменты включают некоторые финансовые инструменты, которые не входят в сферу применения МСФО (IFRS) 9, например, обязательства по ссудам.
МСФО (IFRS) 7 применяется к договорам по покупке или продаже нефинансовой статьи, которые входит в сферу применения МСФО (IFRS) 9.

## Раскрытие информации
Стандарт требует раскрытия информации о значимости финансовых инструментов:
- в отчёте о финансовом положении (данные о финансовых активах и обязательствах по категориям; данные об использовании учёта по справедливой стоимости; данные об изменении классификации и прекращении признания финансовых инструментов; данные о передаче активов в залог; сведения о встроенных производных инструментах; информация о нарушении условий договоров; данные о взаимозачёте финансовых активов и обязательств);
- влияние финансовых инструментов на результаты деятельности компании, об отражение доходов, расходов, прибылей, убытков, процентных доходов и расходов, доходов по комиссиям и убытков от обесценения;
- раскрытие прочей информации, об учётной политике, учёте хеджирования и справедливой стоимости каждой группы финансовых активов и обязательств;
- оценка рисков по каждой группе рисков и процедуры управления ими;
- количественная оценка рисков по каждой группе рисков с отдельной оценкой кредитного риска, риска ликвидности и рыночного риска.